# Mauritiusi kreol nyelv

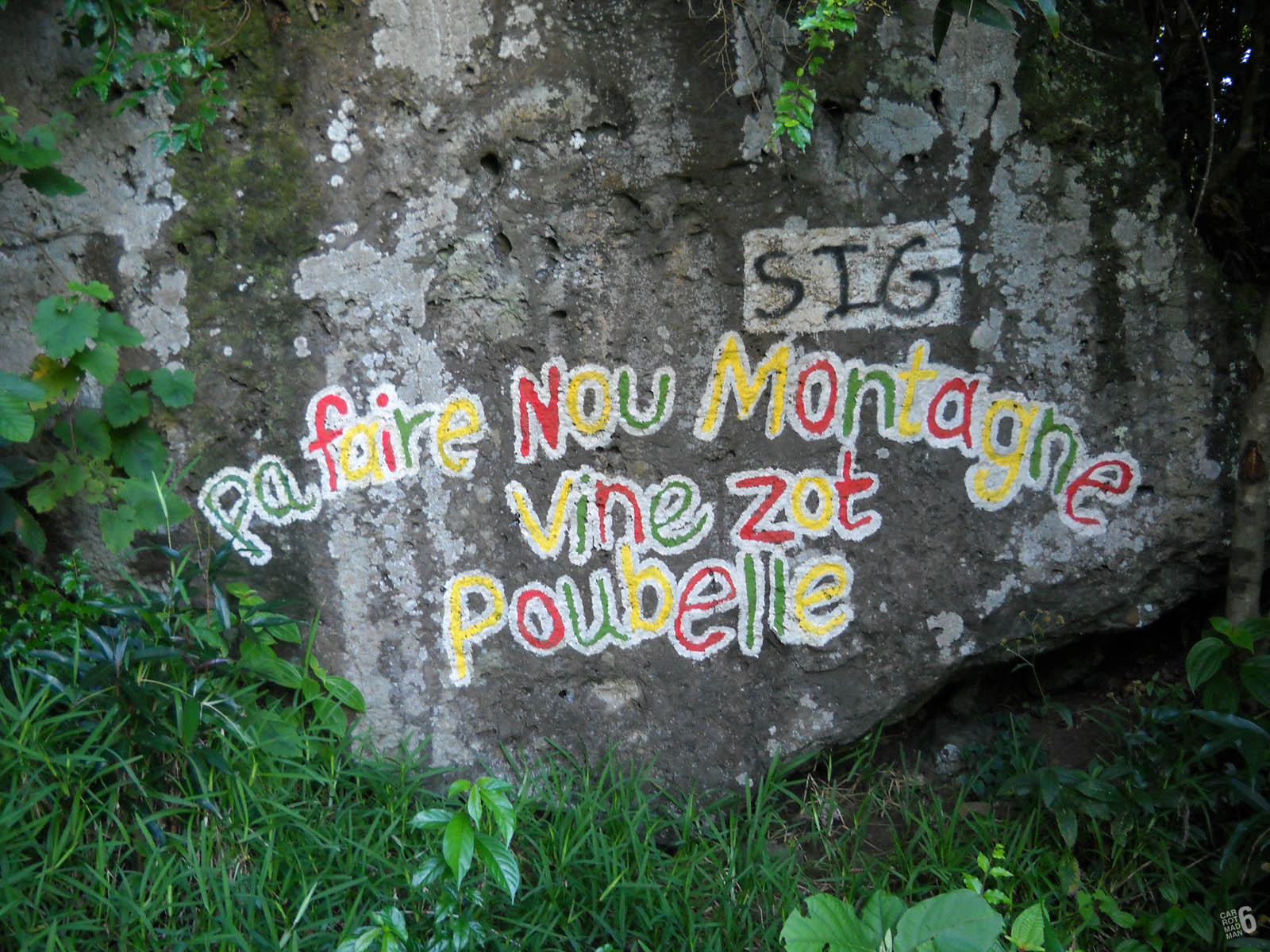
Felirat Mauritiusi Kreol nyelven: Pa faire nou montagne vine zot poubelle; Ne tegyétek a mi hegyünket a ti szemetesetekké.

A mauritiusi kreol vagy Morisien (korábbi írásmóddal: Morisyen) ([moʁiʃɛ̃]) egy francia eredetű kreol nyelv, amelyet Mauritiuson beszélnek. A nyelv bár alapvetően a franciára épül, angol szavakat is találhatunk benne, valamint a szigeten élő rabszolgák nyelvi öröksége is megfigyelhető.
A nyelv az Egyesült Királyságtól 1968-ban függetlenné vált Mauritiusi Köztársaság közvetítőnyelve. A mauritiusi kreol mellett a szigeten az angolt és a franciát is használják. Az angolt elsősorban közigazgatási és oktatási célokra használják, a francia pedig a média nyelve és a lakosok gyakori második nyelve. A mauritiusiak általában mauritiusi kreol nyelven beszélnek családi környezetben és franciául a munkahelyeiken. Az iskolákban franciául és angolul tanítanak. Ma körülbelül 1,3 millió ember beszéli a nyelvet.

## Nyelvrokonság
A nyelv rokonságban állhat a seychelle-i, a rodriguezi és a chagosi kreolokkal. A nyelvészek között nincs egyetértés a mauritiusi kreol és a világ más részein beszélt kreol nyelvek közötti kapcsolatokról – amennyiben van ilyen kapcsolat.

## Története
A nyelv a 18. században fejlődött ki, amikor a francia gyarmatosítók és az általuk rabszolgasorba ejtett emberek érintkeztek. Ez utóbbiak elsődleges nyelvei ebben az időszakban a malgas, a volof és számos kelet-afrikai bantu nyelvek voltak. A  rabszolgaság eltörlésének következtében a 19. század második felében Mauritiusra behozott kelet-indiai bérmunkások tömegeinek hozzájárulása a szókincsre korlátozódik.

## Minta szókincs

### Számok
| Szám | mauritiusi kreol | francia  | Szám    | mauritiusi kreol    | francia                  |
| ---- | ---------------- | -------- | ------- | ------------------- | ------------------------ |
| 0    | Zero             | Zéro     | 20      | Vin                 | Vingt                    |
| 1    | Enn              | Un/Une   | 21      | Vint-e-enn          | Vingt et un              |
| 2    | De               | Deux     | 22      | Vennde              | Vingt-deux               |
| 3    | Trwa             | Trois    | 23      | Venntrwa            | Vingt-trois              |
| 4    | Kat              | Quatre   | 24      | Vennkat             | Vingt-quatre             |
| 5    | Sink             | Cinq     | 25      | Vennsink            | Vingt-cinq               |
| 6    | Sis              | Six      | 26      | Vennsis             | Vingt-six                |
| 7    | Set              | Sept     | 27      | Vennset             | Vingt-sept               |
| 8    | Wit              | Huit     | 28      | Vintwit             | Vingt-huit               |
| 9    | Nef              | Neuf     | 29      | Vintnef             | Vingt-neuf               |
| 10   | Dis              | Dix      | 30      | Trant               | Trente                   |
| 11   | Onz              | Onze     | 40      | Karant              | Quarante                 |
| 12   | Douz             | Douze    | 50      | Sinkant             | Cinquante                |
| 13   | Trez             | Treize   | 60      | Swasant             | Soixante                 |
| 14   | Katorz           | Quatorze | 70      | Swasann-dis/Septant | Soixante-dix/Septante    |
| 15   | Kinz             | Quinze   | 80      | Katrovin/Oktant     | Quatre-vingts/Octante    |
| 16   | Sez              | Seize    | 90      | Katrovin-dis/Nonant | Quatre-vingt-dix/Nonante |
| 17   | Diset            | Dix-sept | 100     | San                 | Cent                     |
| 18   | Dizwit           | Dix-huit | 1000    | Mil                 | Mille                    |
| 19   | Diznef           | Dix-neuf | 1000000 | Enn milion          | Un million               |

### Irányok
| magyar  | mauritiusi kreol | Francia       |
| ------- | ---------------- | ------------- |
| Előtt   | Devan            | Devant        |
| Előtt   | Avan             | Avant         |
| Mögött  | Deryer           | Derrière      |
| Ott     | Laba             | Là-bas        |
| Jobb    | Drwat            | Droite        |
| Bal     | Gos              | Gauche        |
| Jobbra  | Adrwat           | À droite      |
| Balra   | Agos             | À gauche      |
| Felett  | Lao              | Sur (là-haut) |
| Alatt   | Anba             | Sous (en-bas) |
| Mellett | Akote            | À côté        |
| Kívül   | Deor             | Dehors        |
| Belül   | Andan            | Dedans        |

## Nyelvtan
A főnevek nem változnak szám szerint. Az, hogy egy főnév egyes vagy többes számú, általában a szövegkörnyezet alapján állapítható meg. A francia un/une a mauritiusi enn-nek felel meg, de használatának némileg eltérő szabályai vannak. A mauritiusi nyelvben minden többes számú névmáshoz és az egyes szám harmadik személyű névmásához csak egy alak tartozik, függetlenül az esettől és a nemtől; tehát például a li  a szövegkörnyezettől függően akár úgy is fordítható, hogy "ő, ő, ez, ő, övé, ő, övé". Az igék alakjai nem változnak idő vagy személy szerint. 

## Fordítás
- Ez a szócikk részben vagy egészben  a    Mauritian Creole című angol Wikipédia-szócikk ezen változatának fordításán alapul.  Az eredeti cikk szerkesztőit annak laptörténete sorolja fel. Ez a jelzés csupán a megfogalmazás eredetét és a szerzői jogokat jelzi, nem szolgál a cikkben szereplő információk forrásmegjelöléseként.